# Tylaspis anomala
Tylaspis anomala (лат.) — вид морских глубоководных десятиногих раков из семейства Parapaguridae надсемейства раков-отшельников (Paguroidea). Единственный вид рода Tylaspis. Обитают в субтропических водах Тихого океана (остров Пасхи и Новая Каледония) на глубине 3680—4344 м. В ископаемом виде неизвестны. Они безвредны для человека, их охранный статус не определён, объектом промысла не являются.
В 2023 году международным коллективом палеонтологов был описан древний родственник Tylaspis, по ископаемым остаткам из меловых отложений России (Владимирская область). Новый таксон получил название Mutotylaspis tripudium и был обнаружен в мелководных морских отложениях.